# باشگاه فوتبال ویبورگ
باشگاه فوتبال ویبورگ (انگلیسی: Viborg FF) یک باشگاه فوتبال مستقر در ویبورگ، دانمارک است.
این باشگاه در سال ۱۸۹۶ تأسیس شد و بیش از یک قرن صبر کرد تا تنها جام ملی خود، جام حذفی فوتبال دانمارک در سال ۲۰۰۰ را به دست آورد.